# Premi Yrjö Jahnsson
El Premi Yrjö Jahnsson és una distinció acordada cada dos anys i després de 1993 per la Fundació Yrjö Jahnsson i per l'Associació Europea d'Economia (EEA), i que homenatja un economista de menys de 45 anys per una contribució significativa quant a recerca teòrica i aplicada, preferentment vinculada amb l'economia a Europa i amb l'intercanvi entre estudiants, investigadors i professors.
El comitè de selecció, presidit pel president de l'EEA, està compost per cinc membres, entre els quals quatre són nomenats per l'Associació Econòmica Europea, i el restant per la Fundació Yrjö Jahnsson. Aquest comitè de selecció consulta individualment tots els becaris de l'EEA, i utilitza les seves respostes al costat del seu propi criteri, a efecte de conformar una llista restringida de candidats, entre els quals després es tria el premiat.

## Llista de guardonats amb aquest premi
La llista següent ha estat verificada amb els registres de l'"European Economic Association" y de la "Yrjö Jahnsson Foundation".
- 1993 Jean-Jacques Laffont i Jean Tirole
- 1995 Richard Blundell
- 1997 Torsten Persson[3]
- 1999 Nobuhiro Kiyotaki i John Moore
- 2001 Philippe Aghion i Guido Tabellini
- 2003 Mathias Dewatripont
- 2005 Tim Besley i Jordi Galí Garreta
- 2007 Gilles Saint-Paul
- 2009 John van Reenen i Fabrizio Zilibotti
- 2011 Armin Falk
- 2013 Helene Rey i Thomas Piketty
- 2015 Botond Koszegi